# Micrornebius perrarus
Micrornebius perrarus är en insektsart som beskrevs av Yang, Jengtze och Yen 2001. Micrornebius perrarus ingår i släktet Micrornebius och familjen Mogoplistidae. Inga underarter finns listade i Catalogue of Life.